# Back to Back (álbum de Glass Tiger)
Back to Back es el segundo álbum recopilatorio de la banda pop rock candadiense Glass Tiger. Contiene diez canciones cinco de Glass Tiger y cinco de Paul Carrack en un solo disco, inclue las versiones de sus éxitos «Don't Forget Me (When I'm Gone)» de Glass Tiger y «Don't Shed a Tear» de Paul Carrack.

## Lista de canciones
La mitad del disco, son canciones compustas por Glass Tiger y la otra mitas son de Paul Carrack.
1. "Don't Forget Me (When I'm Gone)" (Frew/Reid/Vallance) 4:07
2. "Someday" (Frew/Connelly/Vallance) 3:37
3. "I'm Still Searching" (Frew/Reid/Hanson) 3:59
4. "I Will Be There" Frew/Hanson/Connelly 3:28
5. "My Town" (Connelly/Frew/Parker/Cregan) 4:51
6. "Don't Shed a Tear" (Eddie Schwartz) 3:44
7. "One Good Reason" (Paul Carrack / Bob DiPiero / Chris Difford / Johnny MacRae) 3:21
8. "I Live by the Groove" (Paul Carrack / Eddie Schwartz) 3:59
9. "When You Walk in the Room" (Jackie DeShannon) 3:33
10. "Button Off My Shirt" (Billy Livsey / Graham Lyle) 3:43